# Golfo do Biafra

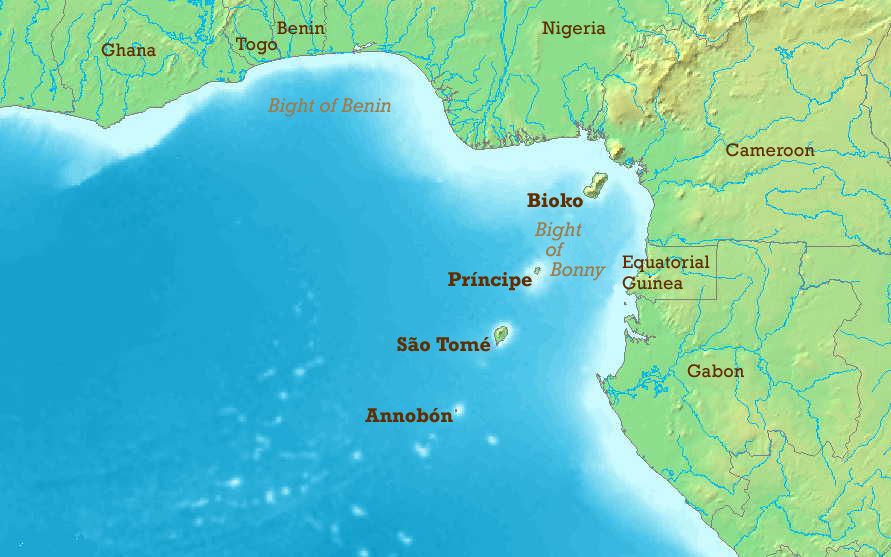
Mapa do norte do golfo da Guiné mostrando o golfo do Benim e golfo do Biafra (renomeado "Bight of Bonny", depois da Guerra do Biafra)

O golfo do Biafra ou golfo dos Mafras (que a Nigéria renomeou como "bight of Bonny", ou "golfo de Bonny" depois da Guerra do Biafra) é uma reentrância na extremidade nordeste do golfo da Guiné. Está localizado a sul do delta do rio Níger e banha os estados do sul da Nigéria, a costa dos Camarões, o território continental e a ilha de Bioko da Guiné Equatorial, a província do Estuaire do Gabão e as ilhas de São Tomé e Príncipe.[carece de fontes?]
Historicamente, o golfo do Biafra (ou de Bonny) deu o nome a vários protetorados britânicos sucessivos da região sul da Nigéria.

### Golfo dos Mafras
Fernão do Pó foi um dos primeiros portugueses a navegar por este golfo em 1472.
Há diversos nomes portugueses, completamente alterados por traduções de adaptações estrangeiras, e neste caso refere Manuel Ferreira Ribeiro (1871)ː

Bight of Biafra será em todo este trabalho substituído por golfo dos Mafras. 
Fizemos um exame bastante rigoroso a tal respeito, e tivemos occasião de ler : 
golfo de Biafára, golfo de Biafra ou golfo de Biaffra, golfo dos Mafras, das Mafras ou Maffras. 
Que discordâncias ! 
A porção de mar que fica entre o cabo Lopo Gonçalves e o cabo Formoso deve chamar-se golfo dos Mafras. 
A porção de mar que fica entre o cabo Formoso e o cabo de S. Paulo tem o nome de golfo de Benim.